# Verdroging
Verdroging is het verschijnsel waarbij de waterspiegel in het grondwater daalt ten opzichte van het "natuurlijke" niveau of waarbij water met een andere kwaliteit uit andere gebieden (gebiedsvreemd water) lokaal grondwater vervangt. De 4e Nota Waterhuishouding (1998) geeft de volgende definitie voor verdroging:
Een gebied wordt als verdroogd aangemerkt als aan dat gebied een natuurfunctie is toegekend en de grondwaterstand in het gebied onvoldoende hoog is dan wel de kwel (water dat omhoog komt) onvoldoende sterk om bescherming van de karakteristieke grondwaterafhankelijke ecologische waarden, waarop functietoekenning is gebaseerd, in dat gebied te garanderen. Een gebied met een natuurfunctie wordt ook als verdroogd aangemerkt als ter compensatie van een te lage grondwaterstand water van onvoldoende kwaliteit moet worden aangevoerd.

## Oorzaken van verdroging
Op basis van de definitie in de 4e Nota Waterhuishouding kan gesplitst worden in twee soorten: verdroging waarbij sprake is van een afname van de hoeveelheid (grond)water en verdroging waarbij sprake is van een afname van de kwaliteit van het water als gevolg van toevoer van gebiedsvreemd water.
De hoofdoorzaken van verdroging in de Benelux zijn:
- Drainage
- Waterwinning (voor consumptie, industrie of landbouw)
- Onttrekking van water in nabijgelegen gebieden
- Opwarming van de Aarde[1]

Drainage zorgt voor een directe daling van het grondwaterpeil in een gebied. Het doel van drainage is doorgaans om een gebied droog genoeg te maken om het te kunnen gebruiken voor bouw- of landbouwactiviteiten.
Waterwinning heeft een dubbel effect voor verdroging. Ten eerste zorgt waterwinning voor een daling van de waterstand nabij het punt waar het water wordt opgepompt. Verder zorgt waterwinning ook voor het veranderen van grondwaterstromingen. Door het wegpompen van water uit een gebied ontstaan er stromingen van grondwater richting dit gebied om het tekort aan te vullen. Dit kan zorgen voor een afname of zelfs het verdwijnen van kwel in aangrenzende gebieden.
Onttrekking van water uit nabijgelegen gebieden kan dus zorgen voor een verstoring van kwelstromingen. Een ander gevolg is dat soms oppervlakte water gebruikt moet worden om het tekort aan kwel te compenseren. Kwelwater heeft van nature een hoge kwaliteit en lage concentraties voedingsstoffen (oligotrofie) en vervuiling. Oppervlaktewater daarentegen is vaak vervuild en rijk aan voedingsstoffen (eutrofie/hypertrofie).

## Gevolgen van verdroging
In gebieden die te maken hebben met verdroging is vaak veel van de oorspronkelijke diversiteit aan planten (biodiversiteit) verloren gegaan. Dit omdat sommige plantensoorten niet meer voldoende water konden krijgen (door daling van het grondwaterniveau) of omdat de samenstelling van het water ongeschikt is. Bijzondere soorten die gevoelig zijn voor dergelijke veranderingen zoals orchideeën, parnassia en zonnedauw worden verdrongen door minder gevoelige soorten als riet, pijpenstrootje en brandnetels. Met het veranderen van de vegetatie verdwijnen ook lokale diersoorten.
Enkele concrete gevolgen van verdroging in Nederland zijn zichtbaar bij de Noordoostpolder, veengebieden en vennen.
De Noordoostpolder heeft geen randmeer. Doordat de polder dieper ligt dan omliggende gebieden trekt het grondwater vanuit het "oude land" aan. Hierdoor is het oude land verdroogd. Om dit effect tegen te gaan hebben de Flevoland polders wel een randmeer. Er wordt anno 2003 nog steeds gestudeerd op de wenselijkheid en de mogelijkheid om de Noordoostpolder een randmeer te geven.
Wanneer de (grond)waterspiegel in veen verlaagd wordt, kan een onomkeerbaar proces optreden waardoor het veen later geen vocht meer opneemt en dus compacter blijft. Ook kan het veen oxideren doordat er zuurstof bij het veen komt. Hierdoor kan verzakking en bodemdaling optreden (waardoor er meer drainage nodig is en het grondwater nog verder daalt).
Vennen zijn natuurgebieden met vegetatie die zeer specifieke eisen stelt aan de waterkwaliteit. Doordat er steeds meer landbouw kwam in de buurt van de vennen werden omliggende gebieden meer en meer gedraineerd. Dit heeft geleid tot wegzuiging van water uit de vennen. Om dit te compenseren werd op sommige plaatsen oppervlaktewater naar de vennen gepompt. Omdat vennen van nature voedselarm zijn (gevoed door regenwater of kwel) heeft de toevoer van voedselrijk water geleid tot het verdwijnen van ven-specifieke vegetatie en het toenemen van de hoeveelheid plaagsoorten.